# Mangroveamazilia
De mangroveamazilia (Chrysuronia boucardi) is een vogel uit de familie Trochilidae (kolibries). De vogel werd in 1877 door de Franse dierkundige Étienne Mulsant geldig beschreven en vernoemd naar zijn collega Adolphe Boucard. Het is een bedreigde, endemische vogelsoort  in Costa Rica.

## Kenmerken
De vogel is 9,5 cm lang. Deze kolibrie is overwegend groen tot bronsgroen gekleurd. Het mannetje is turquoisekleurig groen op de keel en borst, bleekgroen op de kruin en bovenzijde en bronsgroen op de stuit en de bovenkant van de staart. De buik, flanken en onderkant van de borst zijn bleek tot lichtgroen gekleurd. De bovensnavel is donker, de ondersnavel is roodachtig. Het vrouwtje is doffer en veel lichter van onder.

## Verspreiding en leefgebied
Deze soort is endemisch in mangrovebos aan de westkust van Costa Rica. Daar foerageert de vogel op de bloemen van Pelliciera rhizophorae (familie Pellicieraceae).

## Status
De mangroveamazilia heeft een beperkt verspreidingsgebied en daardoor is de kans op uitsterven aanwezig. De grootte van de populatie werd in 2016 door BirdLife International geschat op 1500 tot 7000 volwassen individuen. Het leefgebied wordt aangetast door de aanleg van zoutpannen, garnalenkwekerijen, houtkap voor het maken van houtskool en de aanleg van infrastructuur langs de kust van de Grote Oceaan. Daarnaast spelen klimaatverandering en watervervuiling een negatieve rol. Om deze redenen staat deze soort als bedreigd op de Rode Lijst van de IUCN.